# Peperomia peltifolia
Peperomia peltifolia är en pepparväxtart som beskrevs av C. Dc.. Peperomia peltifolia ingår i släktet peperomior, och familjen pepparväxter. Inga underarter finns listade i Catalogue of Life.